# Travis Hirschi
Travis Warner Hirschi (* 15. April 1935 in Rockville, Utah; † 2. Januar 2017 in Tucson, Arizona) war ein US-amerikanischer Soziologe und Kriminologe.
Hirschi wurde 1968 zum Ph.D. (Soziologie) an der University of California, Berkeley promoviert. Er arbeitete anschließend an verschiedenen Universitäten und war seit 1981 Professor an der University of Arizona. 1983 amtierte er als Präsident der American Society of Criminology.
Hirschi legte zwei weltweit beachtete Kriminalitätstheorien vor. Seine Bindungstheorie (Causes of Delinquency) ist in der Kriminologie unumstritten und von bleibender Bedeutung, sie wird von den Forschungsergebnissen der Entwicklungskriminologie bestätigt. Die Selbstkontrolltheorie (A General Theory of Crime) dagegen, die er gemeinsam mit Michael R. Gottfredson konstruierte, gilt als widerlegt,  weil sie eine Kontinuität krimineller Karrieren unterstellt, die von der neueren entwicklungskriminologischen Forschung nicht bestätigt wird. Zudem wird ihre Gültigkeit für alle Bereiche der Kriminalität (etwa Wirtschaftskriminalität) bezweifelt.
2016 wurde Hirschi mit dem Stockholm Prize in Criminology ausgezeichnet.

## Schriften (Auswahl)
- Causes of Delinquency. Transaction Publication, New Brunswick, N.J. 2006, ISBN 0-7658-0900-1. (Erstauflage: University of California Press, 1969).
- Mit Michael R. Gottfredson: A General Theory of Crime, Stanford University Press, Stanford 1990, ISBN 0-8047-1774-5.
- Mit Michael R. Gottfredson (Hrsg.): The Generality of Deviance, Transaction Publishers, New Brunswick [u. a.] 1994, ISBN 1-56000-116-X.

## Sekundärliteratur
- Ingo Diedrich: Münchhausen und die Kontrolltheorien, in: Monatsschrift für Kriminologie und Strafrechtsreform 99. Heft 4, 2016, Seite 304–312

| Personendaten    | Personendaten                               |
| ---------------- | ------------------------------------------- |
| NAME             | Hirschi, Travis                             |
| ALTERNATIVNAMEN  | Hirschi, Travis Warner (vollständiger Name) |
| KURZBESCHREIBUNG | US-amerikanischer Kriminologe und Soziologe |
| GEBURTSDATUM     | 15. April 1935                              |
| GEBURTSORT       | Rockville, Utah                             |
| STERBEDATUM      | 2. Januar 2017                              |
| STERBEORT        | Tucson, Arizona                             |